# Ruta Nacional 50 (Argentina)
A Ruta Nacional 50 é uma rodovia argentina pavimentada, que corta o Departamento Orán, ao norte da província de Salta. Seu percurso é de 71 quilômetros, desde o entroncamento com a Ruta Nacional 34 na cidade de Pichanal até a ponte internacional sobre o Rio Bermejo, limite natural com a Bolivia. Ao norte do mencionado rio a rodovia  continua como Ruta 1.
As localidades por onde passa a rodovia, de sul a norte são: 
- Pichanal (km 0).
- Hipólito Yrigoyen (km 9).
- San Ramón de la Nueva Orán (km 21).
- Aguas Blancas (km 69).

O  centro fronteiriço encontra-se no km 70 e a aduana no km 71.
Esta rodovia passa próximo ao Parque Nacional Baritú, o qual é acessível pela Ruta Provincial 19 partindo de Aguas Blancas. O percurso é de 34 km por caminho de terra.